# La Voz (programa de televisión ecuatoriano)
La Voz Ecuador fue un reality show ecuatoriano que se estrenó en Teleamazonas en 2015. Basada en el concurso de canto de realidad The Voice de Holanda, la serie fue creada por el productor de televisión holandés John de Mol. La serie ecuatoriana es presentada por Carlos Luís Andrade y con Constanza Báez sirviendo como corresponsal de backstage y redes sociales

## Descripción general
La serie forma parte de la franquicia The Voice y se basa en un formato de competición similar en los Países Bajos titulado The Voice of Holland ganado por Ben Saunders. La serie ecuatoriana es presentada por Carlos Luis Andrade con Constanza Báez sirviendo como corresponsal de backstage y redes sociales. El ganador recibirá un contrato discográfico con Universal Republic.

## Formato
La serie consta de tres fases: una audición a ciegas, una fase de batalla y espectáculos en vivo. Cuatro jueces/coaches, todos artistas notables, eligen equipos de concursantes a través de un proceso de audición a ciegas. Cada juez tiene la duración de la actuación del audicionador (alrededor de un minuto) para decidir si él o ella quiere a ese cantante en su equipo; si dos o más jueces quieren el mismo cantante (como sucede con frecuencia), el cantante tiene la elección final del entrenador.
Cada equipo de cantantes es mentor y desarrollado por su respectivo entrenador. En la segunda etapa, llamada fase de batalla, los entrenadores tienen dos de los miembros de su equipo luchando entre sí directamente cantando la misma canción juntos, con el entrenador eligiendo qué miembro del equipo para avanzar de cada una de las "batallas" individuales a la primera ronda en vivo. Dentro de esa primera ronda en vivo, los cuatro actos supervivientes de cada equipo vuelven a competir cara a cara, con los votos públicos determinando uno de los dos actos de cada equipo que avanzarán a los ocho últimos, mientras que el entrenador elige cuál de los tres actos restantes comprende al otro jugador restante en el equipo.
En la fase final, los concursantes restantes compiten entre sí en transmisiones en vivo. La audiencia televisiva y los entrenadores tienen igual 50/50 en la decisión de quién pasa a la fase final 4. Con un miembro del equipo restante para cada entrenador, los (finales 4) concursantes compiten entre sí en la final con el resultado decidido únicamente por votación pública.

## Presentadores
| Carlos Luis Andrade |

## Backstage
| Constanza Báez |
| Andrea Hurtado |

## Coaches
| Cadena | Año  | Temporada    | Coaches      | Coaches           | Coaches       | Coaches          |
| ------ | ---- | ------------ | ------------ | ----------------- | ------------- | ---------------- |
|        | 2015 | 1            | Jerry Rivera | Daniel Betancourt | Marta Sánchez | Jorge Villamizar |
| 2016   | 2    | Joey Montana | Paty Cantu   | Daniel Betancourt | / Américo     |                  |

## Coaches / Victorias
| Edición           | 1          | 2          |
| Año               | 2015       | 2016       |
| ----------------- | ---------- | ---------- |
| Jerry Rivera      | 1.er lugar |            |
| Daniel Betancourt | 3.º lugar  | 3.º lugar  |
| Marta Sánchez     | 4.º lugar  |            |
| Jorge Villamizar  | 2.º lugar  |            |
| Joey Montana      |            | 4.º lugar  |
| Paty Cantu        |            | 1.er lugar |
| / Américo         |            | 2.º lugar  |

Coaches
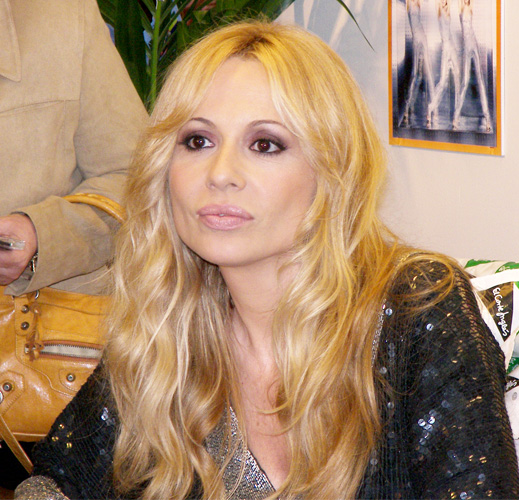
Marta Sanchez (2015)
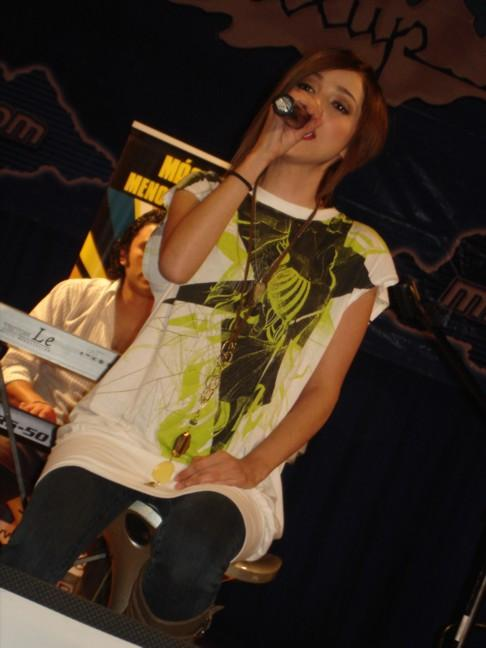
Paty Cantu (2016)
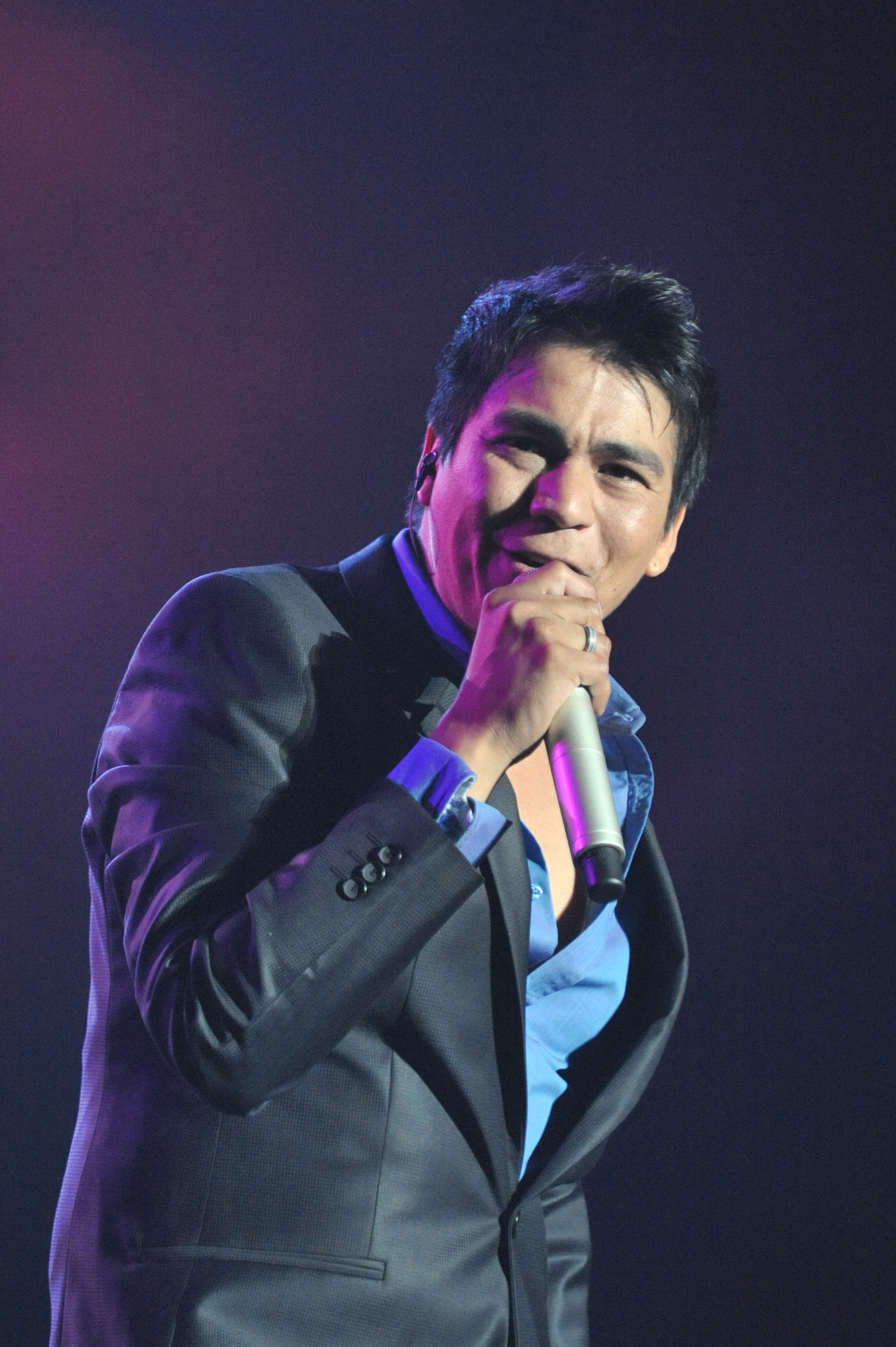
Américo (2016)

| Jerry Rivera      |
| Daniel Betancourt |
| Marta Sánchez     |
| Jorge Villamizar  |
| Joey Montana      |
| Paty Cantu        |
| / Américo         |

## Línea temporal
| Edición | Edición           | 1    | 2    |
| Año     | Año               | 2015 | 2016 |
| ------- | ----------------- | ---- | ---- |
|         | Jerry Rivera      |      |      |
|         | Daniel Betancourt |      |      |
|         | Marta Sánchez     |      |      |
|         | Jorge Villamizar  |      |      |
|         | Joey Montana      |      |      |
|         | Paty Cantu        |      |      |
|         | Americo           |      |      |

## Equipos
1.º lugar
     2.º lugar
     3.º lugar
     4.º lugar
- Los finalistas de cada equipo están ubicados al principio de la lista, en negrita.
- Los participantes están listados en el orden en el cual fueron siendo eliminados.
- Los participantes están ordenados según la temporada en la cual han participado y el entrenador con el que participaron.
- Los nombres escritos en cursivas son los participantes que han sido eliminados.

| Temporada | Coaches                                                                                                | Coaches                                                                                        | Coaches                                                                             | Coaches                                                                                               |
| 1         | Jerry Rivera                                                                                           | Daniel Betancourt                                                                              | Marta Sánchez                                                                       | Jorge Villamizar                                                                                      |
| --------- | --- | ---------------------------------------------------------------------------------------------- | ----------------------------------------------------------------------------------- | --- |
| 1         | Gustavo Vicuña Lluvia Ayala Ramiro Benavides Daniel Inurreta Uziel y Zuriel Ramírez Ana Carla Sinclair | Manuela Mora Fernando Serafín Viviana Rodríguez Lucero Antonio Javier Robledo Jano Fuentes (†) | Omid Forootan Damiana Conde Polo Rojas Jassiel Reyes Sergio García Melissa Menéndez | Paola Villacis Marian y Mariel Santos Andrea Araujo Paulina Aguilera Alondra Vilchis Daphne Gutiérrez |
| 2         | Joey Montana                                                                                           | Daniel Betancourt                                                                              | Paty Cantu                                                                          | Americo                                                                                               |